# Dennis Nilsen
Dennis Andrew Nilsen (Fraserburgh, Aberdeenshire, Escocia; 23 de noviembre de 1945-Yorkshire del Este, Inglaterra; 12 de mayo de 2018) fue un asesino en serie y necrófilo británico. Una vez asesinada su víctima, la bañaba, vestía y convivía con el cadáver por meses. 
Asesinó a al menos 15 jóvenes entre 1978 y 1983 en Londres (Inglaterra). Convicto del homicidio de seis de ellos y dos de intento de homicidio en Old Bailey, fue sentenciado a cadena perpetua el 4 de noviembre de 1983, con una recomendación de cumplir un mínimo de 25 años. Años más tarde, fue encarcelado en HM Prison, una cárcel de máxima seguridad en Full Sutton en East Riding de Yorkshire (Inglaterra).
Todos sus homicidios fueron cometidos en el norte de Londres, alternados en su residencia a través de los años en que conocería a quienes iba a matar. Sus víctimas eran atraídas a estas direcciones mediante engaños y posteriormente asesinadas por estrangulación, en algunas ocasiones acompañadas de ahogamiento. Tras los homicidios, Nilsen realizaba un ritual en el que bañaba y vestía a sus víctimas, que posteriormente conservaba durante un buen tiempo antes de diseccionarlas y seguidamente quemarlas en una hoguera o tirarlas por el inodoro.
Fue conocido como el "Muswell Hill Murderer" cuando admitió los homicidios en el distrito de Muswell Hill en el Norte de Londres. Fue también conocido como "the Kindly Killer" ("asesino amable") en referencia a su método ceremonial de asesinar que él mismo consideraba bastante humanitario. Dueño de un modus operandi similar para sus homicidios, Nilsen fue descrito como el "Jeffrey Dahmer británico". Murió en el Hospital de York el 12 de mayo de 2018 de una embolia pulmonar y una hemorragia retroperitoneal, que se produjo después de una cirugía para reparar un aneurisma aórtico abdominal.

## Biografía
Hijo de Olav Nilsen (noruego) y de Betty Whyte (escocesa), tuvo una infancia muy dura debido al desastroso matrimonio de sus padres y al alcoholismo de su padre. El matrimonio sólo duró siete años y tras el divorcio todo siguió como antes; nada había mejorado la vida de Nilsen, quien tenía dos hermanas más que vivían con sus abuelos, al igual que él.
Cuando Nilsen tenía seis años, su abuelo Andrew Whyte falleció. Debido a su corta edad no fue informado de su fallecimiento, pero su madre, fanática religiosa, llevó a Nilsen a ver el cadáver de su abuelo, lo cual le creó un gran vacío emocional que lo marcaría de por vida. En declaraciones posteriores, Nilsen tildó a su abuelo de pedófilo, sugiriendo que este habría abusado de él en la niñez.
Cuando tenía ocho años, Nilsen fue a nadar a la playa, y estando a punto de ahogarse, fue rescatado por un chico, que supuestamente se excitó sexualmente y masturbó sobre él, encontrando Nilsen una sustancia blanca en su estómago al despertar de su desmayo.
Si bien la mayoría de los asesinos en serie tuvieron una infancia plagada de problemas, como la crueldad hacia los animales o piromanía, hay que resaltar que Nilsen tuvo una infancia bastante pacífica. Los mayores problemas de Nilsen derivaron de las vivencias que tuvo que presenciar y de las muertes de las que escapó, como la de su abuelo o la de un hombre que se había ahogado en un río. Ver los cadáveres lo marcaría de por vida. Desde su juventud, Nilsen tuvo una clara orientación homosexual y, de hecho, quedó impresionado una vez con el torso desnudo de su hermano; fantaseando, intentó explorarlo, pero descartó inmediatamente la idea.
En 1961 se alistó en la armada británica, donde aprovechó la soledad de su cuarto para colocar un espejo frente a su cama y fantasear con que era un cadáver, por los que sentía adoración. En 1972 dejó la armada y se unió a la policía británica, pero duró poco tiempo y renunció, entrando luego a trabajar en una agencia de trabajo, donde permaneció hasta su arresto.
Murió en 2018 a la edad de 72 años, víctima de una embolia pulmonar y una hemorragia por un aneurisma aórtico por el cual había sido intervenido quirúrgicamente de forma reciente.

## Primeros crímenes
En 1978, conoció a un menor en un bar y le invitó a su apartamento, donde mantuvieron relaciones sexuales. A la mañana siguiente, Nilsen se despertó y al ver a su compañero de cama durmiendo, se dio cuenta de que ya faltaba poco para que se vistiera y se fuera. En ese momento, Nilsen tomó una corbata y lo estranguló para luego ahogarlo en agua y observar su cadáver. A la mañana siguiente, Nilsen bañó el cadáver y lo llevó a su cama, donde mantuvo relaciones sexuales con él (necrofilia). Luego guardó el cadáver bajo el suelo entablado de su habitación. Siete meses después, juntó los restos y los quemó en una hoguera.
Así, Nilsen asesinó a 15 hombres, estudiantes, indigentes o parejas suyas, a quienes estranguló, ahogó, descuartizó y tiró sus restos por el desagüe. De sus víctimas solo 8 fueron identificadas.

## Arresto, juicio y sentencia
A principios de 1983, los vecinos de Nilsen no aguantaban el olor que salía de sus cañerías, y al estar atascadas, llamaron a un fontanero, quien encontró carne humana putrefacta flotando en las tuberías del edificio, por lo que llamaron a la policía. Tras una larga investigación, la policía llegó a la conclusión de que podrían provenir de la casa de Nilsen, un funcionario de 37 años. Un día en que Nilsen regresaba del trabajo, vio a tres hombres ante su puerta. El astuto oficial de policía Peter Jay respondió a la pregunta de Nilsen sobre por qué la policía estaba interesada en él, diciéndole terminantemente: «Muéstrenos los otros cuerpos, Nilsen», a lo que Nilsen sorprendentemente respondió «sí, pasen; están en el armario y en el baño». Cuando le preguntaron cuántos había matado, Nilsen respondió «15 o 16, no me acuerdo». Fue arrestado de inmediato. Según el oficial Jay, el asesino admitió que si no lo hubieran arrestado en ese momento, no habría dejado de asesinar a jóvenes.
Finalmente, el 4 de noviembre de 1983, Nilsen fue juzgado por seis asesinatos y otros dos intentos de homicidio, y fue sentenciado a cadena perpetua con un mínimo de 25 años de encarcelamiento.
Años después se le imputó y posteriormente demostró una muerte adicional, la de su primera víctima, un muchacho de tan solo 14 años. Por ello, Nilsen volvió a ser condenado, sin optar a la libertad condicional.

## Víctimas
1. Víctima 1: Stephen Dean Holmes. Tenía 14 años cuando fue visto por última vez de camino a su casa tras haber estado en un concierto de rock. Holmes encontró a Nilsen en el pub Cricklewood Arms la noche del 29 de diciembre de 1978 y aceptó su invitación para beber alcohol en su casa. A la mañana siguiente lo estranguló con una corbata hasta quedar inconsciente y acto seguido lo ahogó en un cubo de agua. Durmió con el cuerpo varias veces antes de ocultarlo debajo del piso entablado de su casa durante más de siete meses. Transcurrido este tiempo, lo quemó en una hoguera. Holmes fue la única víctima cuyo cuerpo fue diseccionado antes de deshacerse del mismo. Los investigadores lograron identificarlo en noviembre de 2006. Entre el primer crimen y el segundo, Nilsen intentaría asesinar a un estudiante de Hong Kong (China) al que había conocido en el West End. El joven decidió no emprender acciones judiciales cuando fue interrogado por la policía, por lo que Nilsen quedó en libertad sin cargos.
2. Víctima 2: Kenneth Ockendon era un estudiante canadiense de 23 años que se encontraba de turismo en Londres. La noche anterior a su asesinato, Nilsen lo conoció en un pub y lo convenció para que le dejara mostrar Londres al día siguiente. Al finalizar el tour, lo invitó a cenar y a unas copas en su casa. Allí, el 3 de diciembre de 1979, fue estrangulado con el cable de unos auriculares mientras escuchaba música. Kenneth fue una de las pocas víctimas cuya familia había denunciado su desaparición a las autoridades.
3. Víctima 3: Martyn Duffey, de 16 años, era un sintecho que procedía de Birkenhead, Merseyside, Inglaterra, de donde se había fugado de casa. Nilsen lo encontró durmiendo en una estación ferroviaria de Londres cuando él mismo regresaba de una conferencia sindicalista en Southport, y le ofreció cama en su casa. El 17 de mayo de 1980 lo ahogaría en el fregadero de su cocina y posteriormente lo bañaría. Dos días después, lo ocultó debajo del piso entablado de su casa.
4. Víctima 4: William Sutherland, de 26 años de edad era de Edimburgo, Escocia y era padre de un hijo, fruto de una relación previa. Ocasionalmente se dedicaba a la prostitución cuando conoció por casualidad a Nilsen en un pub cerca de Picadilly Circus. Esa misma noche, los dos acabarían en casa de Nilsen, quien no recordaba exactamente cómo lo había matado el 20 de agosto de 1980, pero sí que había amanecido a la mañana siguiente con "otro cuerpo sin vida". Más tarde, se confirmaría que lo había estrangulado con sus propias manos.
5. Víctima 5: Nunca fue identificada por la policía, pero Nilsen recordaba poco de su quinta víctima, solo que se trataba de un obrero irlandés de manos rugosas que vestía un traje viejo y abrigo, y cuya edad estimó entre los 27 y 30 años. Tras conocerlo en el pub Cricklewood Arms, lo mataría en su casa en septiembre de 1980.
6. Víctima 6: No identificada, si bien recordó que era un prostituto delgado, de entre 20 y 30 años, de aproximadamente 1,78 m de estatura y de rasgos agitanados, con probable ascendencia mexicana, filipina o tailandesa. Lo mató en octubre de 1980 tras conocerlo en el pub Salisbury Arms de Londres.
7. Víctima 7: Nilsen lo describió como un "vagabundo" de unos veintipocos años de edad, no identificado, a quien encontró durmiendo en una puerta al comienzo de la calle Charing Cross Road, Londres. Estaba hambriento, de aspecto demacrado, tez pálida y le faltaban varios piezas dentales. Nilsen y el joven tomaron un taxi hasta Melrose Avenue. Esa misma noche, en noviembre de 1980, la víctima fue estrangulada hasta la muerte mientras dormía. Su asesino recordó que mientras lo mataba, el joven no dejó de zarandear sus piernas como si estuviera pedaleando. Nilsen supuso que la vida de esta nueva víctima había estado marcada por mucho sufrimiento y dijo que matarlo fue tan fácil como robarle caramelos a un niño. El 10 de noviembre de 1980, un joven, que podía haber acabado siendo otra víctima de Nilsen, se despertó sintiendo que lo estaban estrangulando, pero afortunadamente pudo defenderse de su atacante. A pesar de haber llamado a la policía inmediatamente después, los agentes no emprendieron ninguna acción, y atribuyeron el incidente -según se comunicó- a una pelea doméstica entre dos amantes del mismo sexo.
8. Víctima 8: No identificada, pero según Nilsen se trató de un "hippie" de cabellos largos, de entre 25 y 30 años, a quien había conocido en el West End tras el cierre de los pubs. Lo asesinó entre noviembre y diciembre de 1980 y retuvo su cuerpo debajo de las tablas de su casa hasta que decidió retirarlo y cortarlo en tres pedazos, los cuales volvió a esconder en el mismo sitio. Un año más tarde, los extrajo para quemarlos en una hoguera. Posteriormente, Nilsen alegaría que esta víctima había sido una mera invención suya.
9. Víctima 9: Nilsen lo describió como un escocés de 18 años y ojos azules, no identificado, que vestía chándal verde y zapatillas de deporte. Lo conoció en el pub Golden Lion el 4 de enero de 1981. Lo asesinó en su casa después de que ambos hubieran participado en un reto para saber quién de ellos dos resistía en pie bebiendo alcohol. Posteriormente, diseccionaría el cuerpo de esta nueva víctima.
10. Víctima 10: Nunca fue identificada, si bien lo poco que Nilsen recordó fue que era de Belfast, Irlanda del Norte, de unos 20, delgado, de aproximadamente 1,75 m de altura, a quien había conocido en el West End al cierre de los bares. Lo estranguló con una corbata y seguidamente lo colocó debajo del piso entablado en febrero de 1981.
11. Víctima 11: Su siguiente víctima, no identificada fue un "skinhead" inglés bastante musculado, de casi 20 años, a quien conoció en un puesto de comida en Leicester Square en abril de 1981 y sedujo con engaño hasta su casa con la promesa de que le ofrecería comida y alcohol. Nilsen recordó que su víctima llevaba una chaqueta de cuero negro y un tatuaje en su cuello en el que se leía "cut here" [cortar por aquí], y que alardeaba de lo fuerte que estaba y lo mucho que le gustaba pelear. Pero su fuerza le sirvió de poco después de que Nilsen lo hubiera atiborrado a alcohol en su casa. Tras matarlo, colgó su torso en su habitación durante un día y una noche antes de ocultarlo debajo las tablas. Posteriormente, Nilsen alegaría que esta víctima había sido otra invención suya.
12. Víctima 12: Malcolm Barlow, de 23 años, un huérfano epiléptico que había pasado gran parte de su vida en casas de acogida. Nilsen, tras encontrarlo desplomado teniendo un ataque epiléptico en una puerta no muy lejos de la suya en septiembre de 1981, tuvo el gesto de socorrerlo llamando una ambulancia. Al día siguiente, cuando fue dado de alta, Barlow, con toda la inocencia del mundo, pasó por casa de Nilsen para agradecer su ayuda, y aceptó de buen grado ser invitado a comer y beber sin saber que iba a encontrar su muerte esa misma noche a manos de Nilsen, que decidió almacenar el cuerpo de su nueva víctima en el armario de la cocina, pues según contó ya no quedaba espacio suficiente debajo del piso entablado. Posteriormente, transcurrido algún tiempo, diseccionaría sus restos. Tras mudarse de casa en Muswell Hill en octubre de 1981, Nilsen conoció a un estudiante en un bar de Soho en Londres a quien invitó a pasar la noche en su casa. A la mañana siguiente, el joven se despertó con poca memoria de lo que había sucedido la noche anterior, y decidió ir al médico al notarse moratones en el cuello. El médico le reveló que parecía como si alguien lo hubiera querido estrangular y le aconsejó que fuera a la policía. Sin embargo, temeroso de que su orientación sexual acabase saliendo a la luz, el estudiante optó por no seguir adelante. Tras este fallido intento de asesinato, Nilsen conoció a un drag queen en un pub de Camden Tow, quien recordó haber perdido,o por estrangulamiento,o el conocimiento, que luego recobró mientras Nilsen intentaba ahogarlo en un baño de agua fría, pero pudo quitarse a su atacante de encima.
13. Víctima 13: Nilsen invitó a John Howlett, 23 años, a quien conocía como John The Guardsman (John, el Guarda) a venir hasta su nueva casa en Muswell Hill tras conocerlo en un pub de Leicester Square en marzo de 1982. Howlett fue una de las pocas víctimas que opuso resistencia a Nilsen, pero este le tomó tanta antipatía que puso todo su empeño en acabar con su vida. Cuando llegaron a casa de Nilsen, hubo una tremenda pelea entre ellos, en la que hubo un momento en el que Howlett también intentó estrangular a Nilsen, pero este finalmente se impuso y lo ahogó sosteniendo su cabeza debajo del agua durante cinco minutos. Acto seguido, descuartizó su cuerpo y se despojó de algunos de sus órganos por el inodoro e introdujo los huesos más largos en bolsas de basura que luego colocaría en la calle para su recogida.
14. Víctima 14: Graham Allen, padre de un hijo, tuvo la desgracia de encontrarse con Nilsen mientras intentaba parar un taxi en Shaftesbury Avenue en septiembre de 1982. Nilsen lo invitó a venir a su casa a cenar, donde lo estranguló con unas ligaduras mientras se comía una tortilla que le había cocinado. Nilsen recuerda haber dejado su cuerpo en el baño, inseguro de cómo deshacerse de él. Transcurridos tres días, decidió descuartizarlo. Su cuerpo fue identificado gracias a registros dentales y a una antigua fractura en la mandíbula. Más tarde, pedazos disecados de su carne y pequeños huesos de su cuerpo pasarían a bloquear las cañerías de Cranley Gardens. Pese a todo, Nilsen nunca fue procesado por el asesinato.
15. Víctima 15: Stephen Sinclair, de 20 años, oriundo de Perth, Inglaterra, era adicto a la heroína y habituaba a automutilarse. Nilsen se topó con él en Oxford Street y le compró una hamburguesa. Seguidamente, lo invitó a que le acompañase hasta su casa en Cranley Gardens. Allí, el estupor de Sinclair, tras consumir bastante alcohol e inyectarse heroína, hizo que se quedara profundamente dormido y fue cuando Nilsen aprovechó para estrangularlo con una corbata y una cuerda el 26 de enero de 1983. Acto seguido, yació junto al cuerpo de su víctima hasta quedarse dormido. A la mañana siguiente, lo descuartizaría, colocando la cabeza, el torso superior y los brazos en la sala de estar y escondiendo el torso inferior y las piernas debajo de la bañera. Sus restos, posteriormente, sirvieron para alertar a la policía de la batería de crímenes cometidos por Nilsen. Sinclair, quizá por haber sido su última víctima, Nilsen pudo identificarlo por su nombre y fue acusado de su asesinato el 11 de febrero de 1983.